# 房子远
房子远，是东魏的官员，后因谋反罪被处决。

## 生平
房子远是房谟前妻的儿子，因性格阴险狡诈而被房谟嫌弃、不把他当做儿子。当时的舆论都认为房谟是被后妻卢氏的馋言所影响，东魏丞相高欢也因此责备房谟。房谟把房子远做的坏事都说了，高欢不信，亲自收养抚恤房子远、让他自己的几个儿子一起上学，长大才让他回家。
担任开府参军，与仪同尔朱文畅、都督郑仲礼等人同以轻薄无德、无所畏惧闻名。其后参与尔朱文畅、任胄、李世林、郑仲礼等人的谋反，因任家门客薛季孝到高欢处告发被连坐，处以死刑。
房子远和任胄一起阴谋刺杀高欢的事情败露了，高欢感叹果然还是房谟更加了解自己的儿子，于是上言魏孝静帝元善见，称房谟、郑述祖、李道璠三家，按理应该一起伏法，但私以为房谟立身清白、操行忠厚恭谨，郑仲礼仅是郑严祖的庶子，长大之后才被收归宗族，李世林生下后就在家族以外养大、等同于脱离本宗族，特别请求房子远、郑仲礼、李世林三人的罪行只罪及一房，魏帝同意了。